# Shartse
Der Shartse (tibetisch "Ost-Gipfel"; auch Junction Peak) ist ein 7457 m (nach anderen Quellen 7502 m) hoher Gipfel an der Grenze zwischen der Khumbu-Region Nepals und Tibet südöstlich des Mount Everest.
Aufgrund seiner geringen Schartenhöhe von nur 187 Metern gilt er nicht als eigenständiger Berg. Er liegt in Fortsetzung des Lhotse-Nuptse-Kamms etwa 4 km östlich des Lhotse Shar (8415 m). Der Shartse liegt an einem Abzweigungspunkt (deshalb auch der engl. Name Junction Peak). Nach Osten führt der Bergkamm weiter zum Pethangtse und Makalu-Massiv. Nach Süden führt ein weiterer Bergkamm zum Cho Polu und Baruntse. Entlang der Nordflanke strömt der Kangshunggletscher in östlicher Richtung. An der Südwestflanke liegt der Lhotse-Shar-Gletscher, an der Südostflanke der Barungletscher.

## Besteigungsgeschichte
Die Erstbesteigung des Shartse fand 1974 im Rahmen der Deutschen Everest-Lhotse-Expedition statt. Der Deutsche Hermann Warth sowie der Österreicher Kurt Diemberger erreichten den Gipfel am 23. Mai.
Als Gipfelfoto verewigte Warth seinen Bergkameraden Diemberger in einem Porträt mit eisbedecktem Bart.
Die Erstbesteigung im Rahmen der Deutschen Everest-Lhotse-Expedition wurde in Nepal mit einem Sonderbrief bedacht.